# Jurišni helikopter
Jurišni helikopter je vrsta vojnog helikoptera koji je opremljen protuoklopnim oružjem, navođenim oružjem zrak-zemlja i zrak-zrak te integriranim sustavom za upravljanje vatrom i ciljanje iz toga oružja, a koristi se za napad na ciljeve na zemlji, vodi te u zraku. Osnovna zadaća jurišnih helikoptera je pružanje zračne podrške kopnenim postrojbama (prije svega pješaštvu), te uništenje neprijateljskih oklopnih i topničkih postrojbi. 
Jurišni helikopteri mogu se podijeliti na:
- helikoptere za specijalizirano jurišno djelovanje koji je projektiran u prvom redu za korištenje navođenog oružja.
- helikoptere za višenamjensko jurišno djelovanje koji je projektiran za obavljanje višestrukih vojnih funkcija i opremljen za korištenje navođenog oružja.

Glavne karakteristike jurišnih helikoptera su pokretljivost, oklopna zaštita i velika vatrena moć. Iako su juršni helikopteri relativno novi oružani sustav u modernim vojskama, klasični jurišni helikopteri namijenjen isključivo protutenkovskoj borbi polako odlazi u povijest. Na njihovo mjesto dolaze višenamjenski borbeni helikopteri prilagođena i za izvođenje borbenih misija u uvjetima gradske borbe i za spašavanje ljudi u prirodnim katastrofama. Naime, uporaba teško naoružanih borbenih helikoptera-topovnjača u zaustavljanju masovnih tenkovskih prodora više se ne uklapa u strategiju suvremenog ratovanja. Umjesto toga traže se helikopteri koji će kirurškom preciznošću moći uništavati ciljeve u gradskim borbama. Problem za helikoptere je što najsuvremeniji radarski nevidljivi (stealth) višenamjenski borbeni zrakoplovi, opremljeni najsuvremenijim vođenim projektilima zrak-zemlja, mogu te zadaće obavljati puno brže i preciznije uz znatno manji rizik od gubitaka.

## Razvoj jurišnih helikoptera
Razvoj suvremenih vojnih helikoptera započeo je nakon Drugog svjetskog rata. No, istinski ulaz jurišnih helikoptera na velika vrata dogodio se za vrijeme Vijetnamskog rata. Američka kopnena vojska i mornarica počeli su sredinom 60-ih masovno naoružavati svoje transportne helikoptere Bell UH-1 Iroquois (popularni "Huey") strojnicama a kasnije i nevođenim raketama zrak-zemlja. Uskoro se pojavila potreba za helikopterom koji će se specijalizirati za blisku vatrenu podršku vojnicima na zemlji i zaštitu transportnih helikoptera. Nakon samo šest mjeseci razvoja, pojavio se helikopter Bell AH-1 "Cobra"

## Borbeno djelovanje i navođenje projektila
Vrhunac upotrebe jurišnog helikoptera i njegova specijalnost je napad na tenkove i oklopna sredstva. Prije dolaska u zonu borbenog djelovanja leti se najniže što se može, maksimalno koristeći zaklone kao što su drveće, brežuljci ili različiti građevni objekti.Nakon što je cilj uočen,helikopter naglo "iskače" iz zaklona na veću visinu i vođenim projektilima gađa cilj.
Da bi se dodatno zaštitio s neprijateljske vatre sa zemlje, lansiranje protuoklopnih vođenih raketa obavlja se s udaljenosti njihovog maksimalnog dometa, što obično iznosi preko 3,5 kilometara. Modernim helikopterima poput AH-64 Apache dovoljno je iskočiti iz zaklona samo da bi lansirali svoje projektile, te se vraća u zaklon nakon svega sekunde izloženosti i mijenja položaj kako bi prikrio svoje djelovanje, te odabire svoj novi cilj.
Posade jurišnih helikoptera uglavnom se sastoje od dva člana koji sjede jedan iza drugig.Prednji član posade zadužen je za gađanje ciljeva vođenim projektilima, a iza njega na povišenoj poziciji sjedi pilot koji upravlja helikopterom.

### Vođenje projektila
Da bi helikopter uspješno uništio oklopno sredstvo, na konzolnim nosačima s obje strane trupa nosi veći broj protuoklopnih raketa. Prema principu vođenja, protuoklopne rakete mogu se podijeliti na sustave prve, druge i treće generacije.

#### Sustavi prve generacije
Za sustave prve generacije karakterističan je ručni zapovjedni sustav navođenja. Njihovo vođenje zahtijeva od operatera da, nakon što je projektil lansiran na cilj, preko upravljačke palice u helikopteru upravlja raketom u zraku i navodi je na cilj. Dakle, operater istovremeno mora pratiti i cilj i raketu kojom upravlja. Zapovijedni signali prenose se s helikoptera do rakete radiovezom ili žicom koja se odmotava iz stražnjeg dijela rakete. Ovakvo vođenje označava se kraticom MCLOS (Manual Command to Line of Sight).

#### Sustavi druge generacije
Sustavi druge generacije imaju poluautomatski zapovjedni sustav. Kod ovakvih sustava operater mora samo optičkim sredstvom pratiti cilj, dok sustav samostalno vodi raketu prema cilju odnosno odašilje zapovjedne signale. Ovakvi sustavi su znatno precizniji i vjerojatnost pogotka cilja (koji ne koristi protumjere) prvom raketom iznosi preko 90%. Princip vođenja raketa sustava druge generacije, označava se kraticom SACLOS (Semi-Automatic Command to Line if Sight).

#### Sustavi treće generacije
Sustavi treće generacije spadaju u grupu "ispali i zaboravi". Nakon što operater označi cilj i ispali projektil, njegov posao je završen. Helikopter može ili napasti drugi cilj ili se skloniti u sigurnost, dok kod sustava prve i druge generacije operater mora pratiti cilj sve do pogotka rakete. To može trajati i desetak sekundi,za koje vrijeme helikopter može biti izložen neprijateljskom djelovanju.

## Modeli
Današnji najzastupljeniji jurišni helikopteri u vojskama su :
- AH-1 Cobra
- Mil Mi-24
- AH-64 Apache
- Agusta A129 Mangusta
- Eurocopter Tiger
- Mil Mi-28 Havoc
- Kamov Ka-50 Black Shark
- Kamov Ka-52 Alligator
- Denel AH-2 Rooivalk
- HAL Light Combat Helicopter
- WZ-10

## Hrvatsko ratno zrakoplovstvo
Hrvatsko ratno zrakoplovstvo i protuzračna obrana imala je u svom sastavu helikoptere Mil Mi-24. Tijekom 2006. godine svi helikopteri su prizemljeni i otpisani, te će vjerojatno biti rastavljeni i prodani kao rezervni dijelovi vojskama koje ih još koriste (najvjerojatnije gruzijskoj vojsci). Prema Dugoročnom planu razvoja OSRH neće se nabavljati novi jurišni helikopteri, jer je njihova nabava, održavanje te školovanje pilota skupo, a potrebe obrane Republike Hrvatske ne zahtijevaju njihovo nabavljanje.

## Poveznice
- Helikopter
- Vojni helikopteri